# 賈大隱
贾大隐（?—?），唐朝洺州永年人，贾公彦的儿子。
唐高宗仪凤年间，为太常博士。适逢太常寺请求在春天第二个月以去太庙告祥瑞，唐高宗问礼官：“哪一代是这样做的？”贾大隐回答说：“古时祭祀在每季的第一个月，进献时物在每季的第二个月。近世元日上奏祥瑞，在二月祭告祖庙。祭告时必有进献，已经不遵守过去的时间了。”官至中书舍人。永淳元年唐高宗计划封禅嵩山，诏国子司业李行伟、考工员外郎贾大隐、太常博士韦叔夏、裴守真、辅抱素等详定仪注。高宗驾崩，山陵旧仪多废缺，韦叔夏与中书舍人贾大隐、太常博士裴守贞等，草创撰定。武则天废黜唐中宗立唐睿宗，刘祎之尝对凤阁舍人贾大隐说：“太后既能废昏立明，何用临朝称制？不如返政，以安天下之心。”贾大隐将刘祎之的话密奏武则天。垂拱年间，博士周悰请武氏祖庙为七室，唐室宗庙为五室，下降到诸侯的地位。贾大隐奏言：“秦、汉母后称制，也没有违古越礼。周悰减损国庙之数，悖逆大义，不可以训。”武则天不得已，只好假装同意了。当时都佩服贾大隐有大臣的风范。官至礼部侍郎。贾大隐注 《公孙龙子》一卷、撰《老子述义》十卷。